# Wtyczka elektryczna

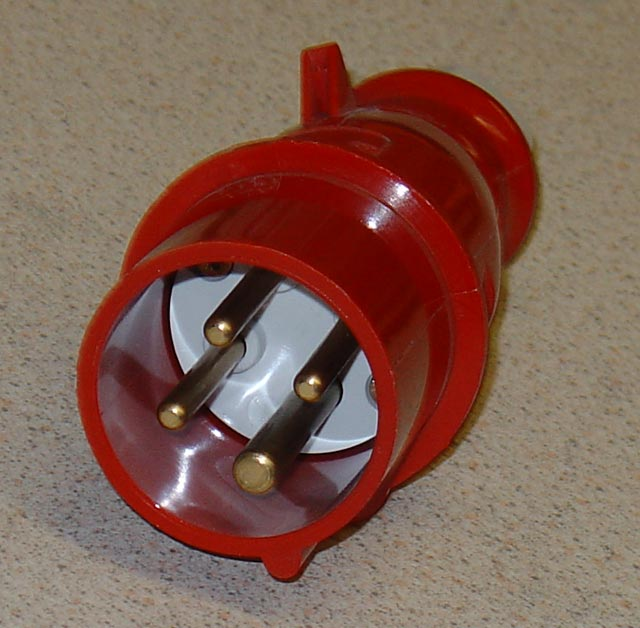
Wtyczka trójfazowa według standardu przemysłowego IEC 60309

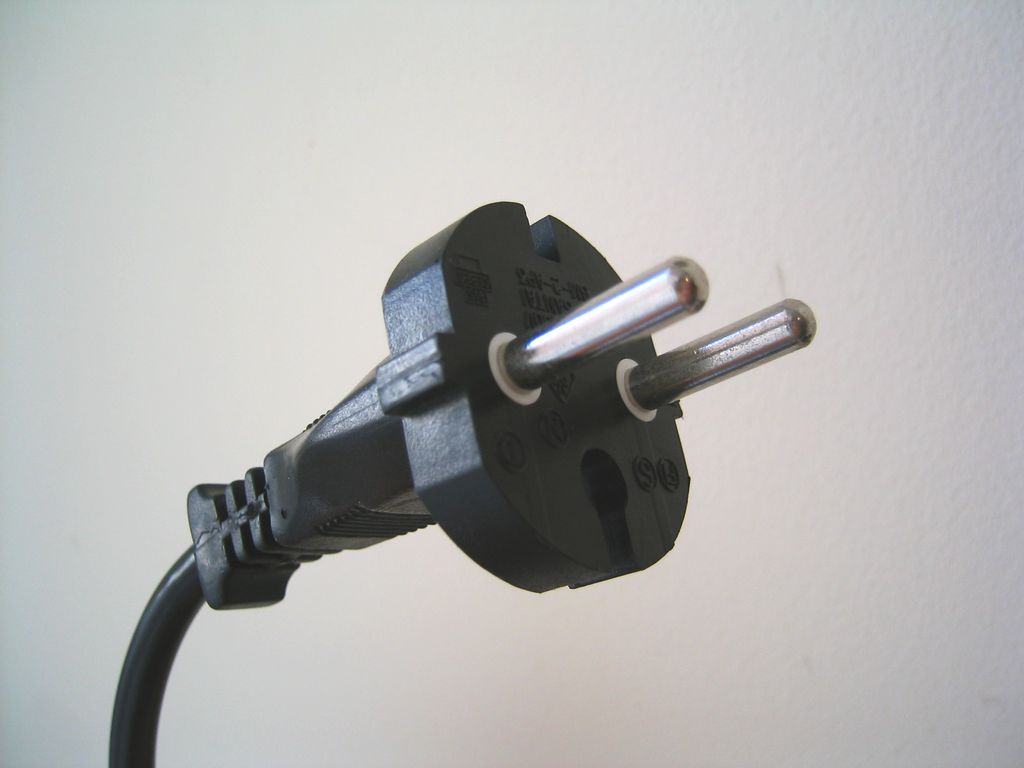
jednofazowa wtyczka bez uziemienia typu europejskiego

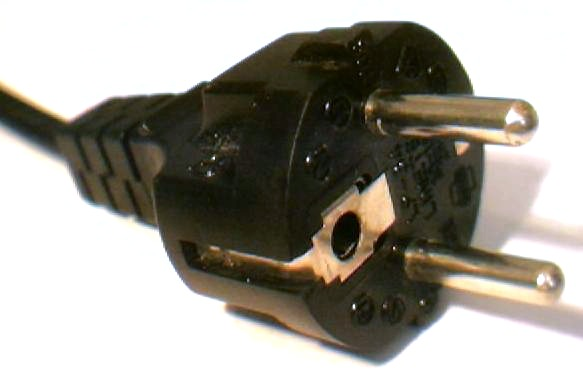
jednofazowa wtyczka z uziemieniem standardu C/E/F („hybrydowa”)

Mapa świata z zaznaczonymi różnymi standardami wtyczek elektrycznych

Wtyczka elektryczna – element umożliwiający podłączenie urządzeń elektrycznych zasilanych z sieci elektrycznej do gniazda elektrycznego.
W różnych krajach świata obowiązują różne standardy zasilania, dlatego kształt i konstrukcja wtyczek (jak również odpowiadających im gniazd) ma różny kształt i wygląd. Inne są także wtyczki (i gniazda) do zasilania urządzeń trójfazowych, a inne – dla jednofazowych. W przypadku urządzeń przemysłowych zazwyczaj stosowany jest międzynarodowy standard IEC 60309, wprowadzony w życie w roku 1999. Gniazda i wtyczki w tym standardzie są znacznie większe od tych stosowanych w urządzeniach domowych, mają też większą odporność mechaniczną i obciążalność.
W przypadku wtyczek jednofazowych, zasilających niewielkie urządzenia przenośne często nie jest wymagane ich uziemienie, i do nich stosowane są najprostsze gniazda i wtyczki, bez dodatkowego doprowadzenia uziemienia. Na kontynencie europejskim wszystkie takie urządzenia na ogół posiadają wtyczki jednakowego standardu, oznaczanego literą „C” (standard brytyjski „D” jest odmienny).
W ramach wspólnego „kontynentalnego” standardu europejskiego oznaczanego literą „C” występują jednak różne podwarianty (tzw. francuski albo niemiecki, oznaczane odpowiednio literami „E” i „F”), w zależności m.in. od tego, w jaki sposób doprowadzane jest uziemienie do obudowy urządzenia: w wariancie niemieckim są to styki doprowadzające uziemienie po bokach wtyczki, a w standardzie francuskim (używanym też w Polsce) w gniazdku znajduje się dodatkowy bolec, doprowadzający uziemienie do odpowiedniego styku we wtyczce.
Wobec potrzeby zachowania użyteczności urządzeń w różnych krajach Europy opracowane zostały wtyczki tzw. hybrydowe, umożliwiające podłączanie do gniazd różnych wariantów (tj. zarówno do niemieckiego, jak francuskiego), nazywane często „unischuko”.